# سكوت ميلر
سكوت ميلر (بالإنجليزية: Scott Miller)‏ (18 مايو 1972 فريمانتل أستراليا - ) هو لاعب كرة قدم أسترالي يلعب كمدافع.